# Ewa Choromańska-Perczyńska
Ewa Maria Choromańska-Perczyńska (ur. 6 września 1941 w Warszawie, zm. 12 sierpnia 2017 tamże) – polska lekarka, działaczka opozycji demokratycznej w okresie PRL.

## Życiorys
Córka Stefana i Stanisławy. W 1967 ukończyła studia na Wydziale Lekarskim Akademii Medycznej w Warszawie. Specjalizowała się w zakresie chirurgii. Od 1967 była zatrudniona jako lekarka w Międzyleskim Szpitalu Specjalistycznym w Warszawie.
We wrześniu 1980 wstąpiła do „Solidarności”, należała do komisji zakładowej w swoim miejscu pracy. W 1981 działała równocześnie w Konfederacji Polski Niepodległej. Po wprowadzeniu stanu wojennego zaangażowała się w działalność Międzyzakładowego Komitetu Koordynacyjnego NSZZ „Solidarność”, podziemnej inicjatywy grupującej kilkadziesiąt zakładów pracy. W 1983, po zatrzymaniu Macieja Zalewskiego, stanęła na czele tej organizacji, którą kierowała do 1989. W ramach MKK zajmowała się m.in. organizacją druku i dystrybucją wydawnictw drugiego obiegu (w tym „Woli” i „Tygodnika Mazowsze”), a także pomocą dla osób represjonowanych.
Po 1989 kontynuowała działalność związkową, była m.in. członkinią zarządu Regionu Mazowsze NSZZ „S”. W połowie lat 90. należała do Porozumienia Centrum.

## Odznaczenia
W 2011, za wybitne osiągnięcia w działalności na rzecz przemian demokratycznych w Polsce, została odznaczona Krzyżem Oficerskim Orderu Odrodzenia Polski. Była też odznaczona Srebrnym (1995) i Złotym (2011) Krzyżem Zasługi.